# Komisja Kontroli Gier i Zakładów
Komisja Kontroli Gier i Zakładów – organ sprawujący kontrolę nad prawidłowym przebiegiem losowań gier liczbowych Totalizatora Sportowego. Funkcjonuje od 1957 roku i składa się z 15 osób. W komisji są m.in.: przedstawiciele PKOl, Totalizatora Sportowego oraz centralnej administracji państwowej. Wszyscy członkowie komisji podpisują protokół z przebiegu losowania, który jest podstawą do określenia liczby oraz wysokości wygranych w grze. Do grudnia 2006 trzy osoby reprezentujące komisję były zawsze obecne na wizji podczas losowań.